# سیاست در جمهوری آذربایجان
سیاست آذربایجان در چارچوب یک نظام نیمه‌ریاستی با رئیس‌جمهور آذربایجان به عنوان رئیس کشور و نخست‌وزیر آذربایجان به عنوان رئیس حکومت صورت می‌گیرد. قدرت اجرایی توسط رئیس‌جمهور و دولت اعمال می‌شود. قدرت قانونگذاری هم به دولت و هم در مجلس واگذار شده‌است. قوه قضاییه از نظر اسمی مستقل از دستگاه اجرایی و قوه مقننه است. سیستم دولتی آذربایجان قانون اساسی جمهوری آذربایجان را تعیین می‌کند. طبق قانون اساسی، جمهوری آذربایجان یک جمهوری دموکراتیک، سکولار و واحد است.

از سه دایره درون هم به رنگ‌های (به ترتیب از داخل به خارج) سبز، قرمز و آبی تشکیل شده درون این سه دایره یک ستاره هشت پر با پس زمینهٔ سفید وجود دارد و درون آن واژه الله به صورت شعله برافروخته ترسیم شده‌است و در قسمت آبی رنگ هم هشت نقطه زرد رنگ وجود دارد به علاوه یک خوشهگندم و یک شاخه از درخت بلوط به صورت نیم دایره دور این دایره را پوشانده‌است.

دولت آذربایجان یک جمهوری دمکراتیک، قانون محور، لائیک و یکپارچه است. حاکمیت دولتی در جمهوری آذربایجان بر پایه اصل تفکیک قوا اعمال می‌گردد. سیستم سیاسی جمهوری آذربایجان از منظر شکل اعمال حاکمیت دولتی، یک جمهوری بر پایه سیستم ریاست جمهوری است.

## شاخهٔ اجرایی
رئیس‌جمهور جمهوری آذربایجان
رئیس جمهوری هر ۵ سال یک بار به روش مراجعه به آرای مخفی عمومی انتخاب می‌شود. الهام حیدر اوغلو علی‌یف در تاریخ ۹ اکتبر ۲۰۱۳ به ریاست جمهوری آذربایجان برگزیده شده‌است.

### کابینه
کابینه جمهوری آذربایجان
یک نهاد اجرایی والا می‌باشد، که با هدف اجرای دستورهای ریاست جمهوری تشکیل شده و در انجام فعالیت‌های خود یکسره تابع رئیس جمهوری و پاسخگو در مقابل او است. اصول عملکرد کابینه از سوی رئیس‌جمهور این کشور مشخص می‌گردد.
اعضای کابینه عبارتند از: نخست‌وزیر و معاونان او، وزرا و سران دیگر نهادهای اجرایی مرکزی. ریاست جلسات کابینه همواره به عهده نخست‌وزیر می‌باشد. نخست‌وزیر با موافقت مجلس ملی توسط ریاست جمهوری آذربایجان منصوب می‌گردد.
در صورتی که قواعد عمومی تصویب شود، کابینه وزرا موظف است دستورهایی یا فرمان‌هایی در دیگر موارد به تصویب برساند. تعهدات کابینه وزرا دربردارنده تدوین برنامه بودجه دولت و ارائه آن به ریاست جمهوری، تامیت انجام لایحه بودجه دولت، سیاست‌های مالی، اعتباری و پولی، برنامه‌های اقتصادی دولت، لوایح تأمین اجتماعی همگانی، و نیز صدارت وزارتخانه‌ها و سایر ارگان‌های اجرایی مرکزی و لغو دستورهای آنها می‌باشد.

## قوه مقننه
مجلس ملی جمهوری آذربایجان
نهادی دولتی می‌باشد، که حاکمیت قانونگذاری جمهوری آذربایجان را بر عهده دارد. دارای نظام تک‌مجلسی و ۱۲۵ نماینده است.
نمایندگان مجلس بر اساس رای‌گیری عمومی و متساوی الحقوق، با رای آزاد و مخفی مردم انتخاب می‌شوند. مدت اختیارات هر دوره از مجلس ۵ سال است و انتخابات پارلمانی در نخستین یکشنبه ماه نوامبر به فاصله ۵ سال برگزار می‌گردد.
مجلس هر سال دو بار در بهار و پاییز تشکیل جلسه می‌دهد. مجلس محلی جمهوری آذربایجان نخستین مجلس یک کشور دمکراتیک در طول تاریخ جهان اسلام تلقی می‌گردد.

## احزاب سیاسی و انتخابات
انتخابات در جمهوری آذربایجان
آذربایجان در سطح ملی کشور یک انتخابات برگزار می‌کند که شامل  انتخاب مجلس قانونگذاری و رئیس‌جمهور جمهوری آذربایجان برای یک دوره هفت‌ساله که توسط مردم انتخاب می‌شود می‌باشد. در رفراندوم سال ۲۰۰۹ قانون اساسی تغییراتی در انتخاب رئیس‌جمهور داده شد و دوره ریاست جمهوری به دو دوره محدود شد. مجلس ملی آذربایجان که شامل مجلس ملی است ۱۲۵ عضو دارد. قبل از سال ۲۰۰۵، ۱۰۰ عضو برای یک دوره پنج ساله انتخاب می‌شدند که ۲۵ عضو آن به وسیله سیستم تناسبی انتخاب می‌شدند. از سال ۲۰۰۵ تمامی ۱۲۵ عضو در یک دوره انتخاباتی در حوزه‌ای انتخاباتی انتخاب می‌شوند. در آذربایجان تنها حزب حاکم است که قدرت را در دست می‌گیرد. هر یک از احزاب سیاسی در آذربایجان دارای همان حقوق و فرصت برای رقابت در انتخابات هستند که در چارچوب قانون اساسی جمهوری آذربایجان و قوانین مربوط به آن تعریف شده‌است. آخرین انتخابات پارلمانی آذربایجان در روز یکشنبه، ۱ نوامبر ۲۰۱۵ برگزار شد. انتخابات بعدی، انتخابات ریاست‌جمهوری بود که در ۱۱ آوریل ۲۰۱۸ برگزار شد.

### حزب آذربایجان نوین
حزب آذربایجان نوین
حزبی سیاسی حاکم بر جمهوری آذربایجان در تاریخ ۱۸ دسامبر ۱۹۹۲ توسط رئیس‌جمهوری سابق آذربایجان؛ حیدر علی اف بنیان‌گذاری شده و تا پایان عمرش در سال ۲۰۰۳، رهبر این حزب و رئیس‌جمهوری آذربایجان بود. که در حال حاضر پسر وی، الهام علی‌اف رهبر حزب آذربایجان نوین می‌باشد.
ایدئولوژی این حزب، قانون محوری، سکولاریسم، و ملی‌گرایی آذربایجانی مبتنی بر «اقتصاد اجتماعی گرا»، همبستگی، عدالت و اجتماعی مدنی را به عنوان اساس ایدئولوژی خود اظهار داشته‌اند. مؤسس حزب آذربایجان نوین، حیدر علی اف تا ژوئیه سال ۱۹۹۱ عضو حزب کمونیست اتحاد شوروی بود.

## روابط خارجی
روابط خارجی جمهوری آذربایجان

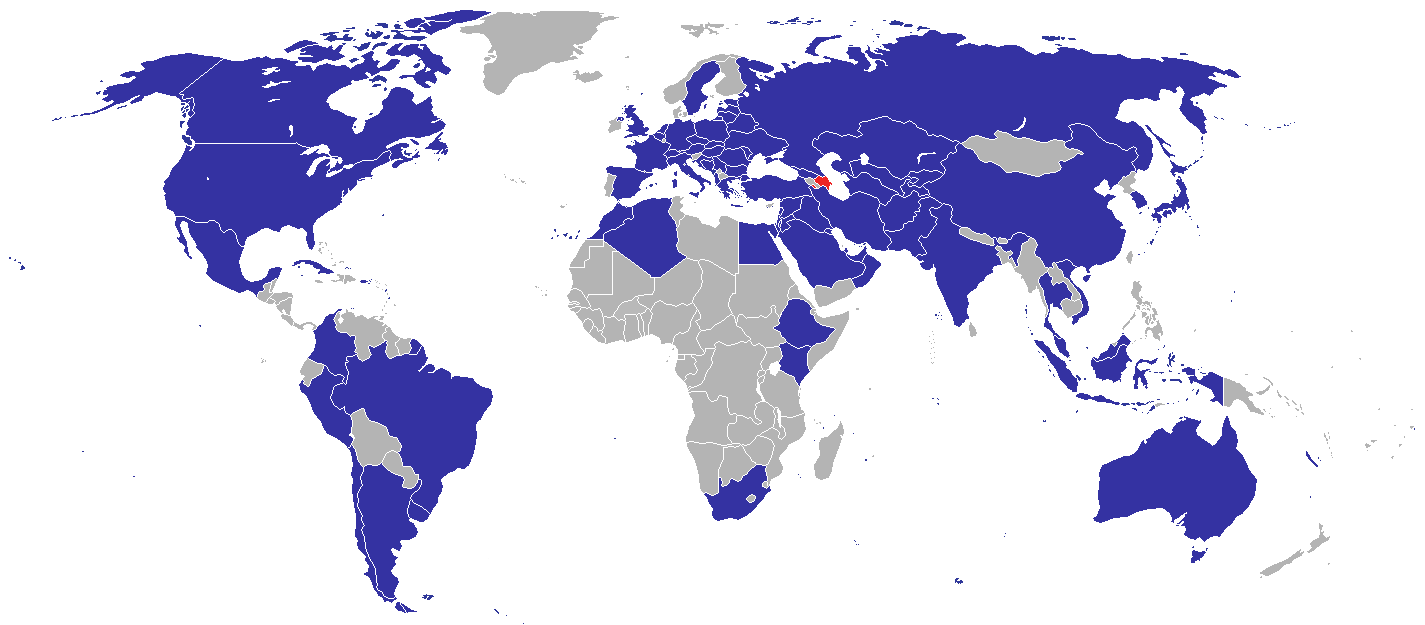
ماموریت‌های دیپلماتیک آذربایجان.

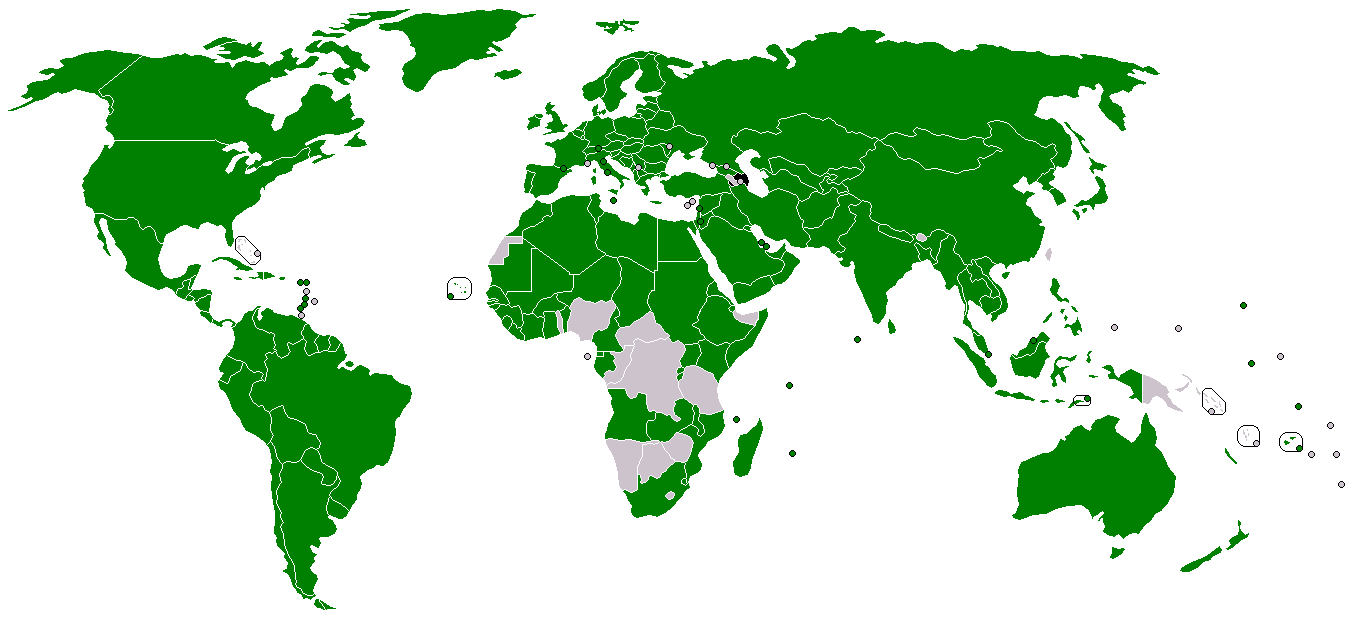
روابط دیپلماتیک آذربایجان:
دارای روابط دیپلماتیک
عدم وجود روابط دیپلماتیک

جمهوری آذربایجان عضو سازمان ملل، سازمان امنیت و همکاری اروپا، مشارکت در ناتو برای صلح، سازمان بهداشت جهانی، بانک اروپایی بازسازی و توسعه؛ شورای اروپا، پیمان CFE، جامعه دموکرات‌ها؛ صندوق بین‌المللی پول؛ و بانک جهانی می‌باشد. جمهوری آذربایجان یکی از معدود کشورهای مسلمان است که با اسرائیل اتحاد نظامی دارد. اسرائیل همچنین از مهمترین صادرکنندگان اسلحه به این کشور است. آذربایجان رابطه مثبتی نیز با اتحادیه اروپا دارد.

### مسایل مورد مناقشه
در پی گسسته شدن اتحاد جماهیر شوروی و آغاز درگیری‌های قومی، تعداد کثیری از ساکنان ارمنی منطقه قره‌باغ با مداخله ارتش جمهوری ارمنستان موفق به کنترل این ناحیه و شش ناحیه غیر ارمنی‌نشین شدند. جمهوری قره‌باغ که کنترل بیست درصد از اراضی جمهوری آذربایجان را دارد تا کنون توسط هیچ کشوری به رسمیت شناخته نشده‌است و از هر لحاظ تحت نفوذ و حاکمیت ارمنستان می‌باشد. در اثر این جنگ‌های حدود یک میلیون اهالی آذری، ارمنی و کرد جنگ‌زده این منطقه بی خانمان گشته و تعداد کثیری هنوز در پناهگاه‌های موقتی و نیمه موقتی بسر می‌برند. در سال 2020 جنگ دیگری موسوم به «جنگ دوم قره باغ» بین جمهوری آذربایجان و ارمنستان اتفاق افتاد که در این جنگ و در مدت 44 روز ارتش ارمنستان از ارتش آذربایجان شکست خورد و اراضی اشغال شده قره باغ به صورت کامل به حاکمیت آذربایجان در آمد، این جنگ با میانجیگری رئیس جمهور روسیه ولادیمیر پوتین و  با موافقت الهام علی یف رئیس جمهور آذربایجان و نیکول پاشینیان رئیس جمهور ارمنستان و با امضا سه رئیس جمهور در تاریخ 19 آبان 1399 ( 9 نوامبر 2020) پایان یافت.

## حقوق بشر
جمهوری آذربایجان یکی از ضعیف‌ترین کشورها در رعایت حقوق بشر است. در چند سال گذشته فشار بر منتقدان دولت به روش‌های گوناگون در حال افزایش بوده‌است.
گفته می‌شود یکی از دلایل عدم تمایل اعضای شورای اروپا به مجازات یا مذاکره در این مورد با جمهوری آذربایجان، به خاطر منابع نفت خام و گاز طبیعی این کشور است.

## نیروهای مسلح
نیروهای مسلح جمهوری آذربایجان
نیروهای مسلح جمهوری آذربایجان از چهار شاخه نظامی تشکیل شده‌است: ارتش، نیروی دریایی، نیروی هوایی و پدافند هوایی. نیروهای مسلح ملی آذربایجان با حکم ریاست جمهوری در اکتبر ۱۹۹۱ تشکیل شد. در ژوئیه سال ۱۹۹۲، جمهوری آذربایجان پیمان نیروهای مسلح متعارف در اروپا (CFE) را تصویب کرد، که محدودیت‌های کلی را در مورد دسته‌های اصلی تجهیزات نظامی معمولی تعیین می‌کند.